# Epagny Metz-Tessy
Epagny Metz-Tessy község Franciaország Auvergne-Rhône-Alpes régiójában, Haute-Savoie megyében. Új községként 2016. január 1-jén jött létre Épagny és Metz-Tessy község egyesítésével. Lakosainak száma 8642 fő (2022. január 1.).

## Népesség
| Lakosok száma | 7824 | 8010 | 8196 | 8271 | 8454 | 8642 |
|               | 2017 | 2018 | 2019 | 2020 | 2021 | 2022 |